# هيو فيليبس
هيو فيليبس (8 أبريل 1929 في ماليزيا - ) هو لاعب كريكت ماليزي. لعب مع نادي وارويكشاير للكريكيت ‏.

## وصلات خارجية
- هيو فيليبس على موقع إي آس بي آن كريك إنفو (الإنجليزية)